# José Iseas
José Iseas (Córdoba (Argentina), marzo de 1814 - Villa Mercedes, provincia de San Luis, agosto de 1882) fue un militar argentino, líder del partido unitario en la provincia de San Luis y fundador de la ciudad de Villa Mercedes.

## Inicios entre los federales
De origen humilde y muy escasa educación, comenzó su carrera militar en las filas del caudillo federal Facundo Quiroga, participando en la batalla de Oncativo. Más tarde estuvo destinado a la lucha contra los indígenas ranqueles a órdenes del coronel Ángel Pacheco. En 1831 se unió a las últimas campañas de Quiroga hacia Cuyo, combatiendo en Río Cuarto, Río Quinto, Rodeo de Chacón y la Ciudadela.
Se radicó en la provincia de San Luis, y fue oficial en las milicias locales, especializadas en la lucha de frontera contra los ranqueles. En 1833 hizo la Campaña al Desierto a órdenes del general José Ruiz Huidobro y peleó en el combate de las Acollaradas.
Posteriormente se trasladó a la provincia de Santa Fe y a la de Entre Ríos, donde en 1840 combatió a órdenes del gobernador Pascual Echagüe contra los unitarios de Juan Lavalle en la batalla de Sauce Grande. Pasó a órdenes del general Manuel Oribe a combatir en el interior, estando presente en las batallas de Quebracho Herrado y Rodeo del Medio. Regresó a Entre Ríos, donde y combatió a órdenes de Echagüe en el desastre de Caaguazú, salvando su vida milagrosamente.

## Villa Mercedes
De regreso en San Luis, frenó un intento de revolución contra el gobernador Pablo Lucero en 1848 y fusiló al jefe de la rebelión, coronel Chaves; y también a su hijo.
En la época de la batalla de Caseros era el jefe de la frontera contra el indio. En 1856, el gobernador Justo Daract lo confirmó en su cargo y lo ascendió a coronel. A fines de ese año, fundó el “Fuerte Constitucional” sobre el río Quinto, en el lugar antes llamado “Fuerte Las Pulgas”, y lo convirtió en centro de su comandancia. Junto a Fuerte Constitucional fundó un pueblo que hoy es la ciudad de Villa Mercedes, la segunda de la provincia.
Allí empezó a ser visible su carácter duro y violento: estaqueaba y hacía azotar a los soldados ante la menor falta. Odiaba a los indígenas y no tenía contemplaciones: se dijo que nunca tomó un prisionero indio, ya que ordenaba su muerte inmediata. Esto lo opuso al gobernador Juan Saá, quien había estado refugiado muchos años en las tolderías.
Peleó en la Cepeda del lado de la Confederación. De regreso en su provincia, se enemistó con el gobernador Saá, se rebeló contra él y obstaculizó su marcha hacia San Juan, donde éste iba a deponer al gobierno unitario que se había formado tras los asesinatos de los gobernadores Nazario Benavídez y José Antonio Virasoro, por orden del presidente Santiago Derqui. Vencido, tuvo que huir a ponerse bajo la protección del gobierno unitario de Córdoba. Desde allí dirigió dos invasiones a su provincia, con la protección del gobernador cordobés De la Peña; la segunda de estas invasiones provocó la intervención federal de Derqui a Córdoba.

## Campañas contra los federales
Después de la batalla de Pavón se unió a las fuerzas unitarias que avanzaban hacia el interior, cambiando gobiernos democráticamente electos por otros "liberales". Así fue como enfrentó a su antiguo compañero, el Chacho Peñaloza. En esta campaña de 1861 cometió todo tipo de atrocidades, ejecutando prisioneros — lo cual no mereció reprimendas de sus superiores —, saqueando pueblos en busca de fugitivos, e imponiendo el terror entre los gauchos.
También luchó contra el segundo alzamiento de Peñaloza en 1862, derrotándolo en dos batallas.
De vuelta en la frontera, derrotó al cacique Baigorrita, ahijado del coronel mestizo Manuel Baigorria, que había sido cacique y amigo suyo durante veinte años.
En 1864, el caudillejo Juan Gregorio Puebla atacó Villa Mercedes: Iseas abandonó el pueblo para reunir sus hombres y sus caballos, pero la buena puntería de un vecino le costó la vida a Puebla y sus hombres huyeron.
Durante la Guerra del Paraguay se dedicó a reunir contingentes de soldados para enviar al frente de combate y a mantener a raya a los indígenas. En 1867 participó en la represión de la Revolución de los Colorados, es decir, de los últimos mononeros federales. Se unió a las fuerzas de José Miguel Arredondo y combatió en la batalla de San Ignacio, donde todo su batallón se desbandó. Después de que sus compañeros obtuvieron la victoria, castigó con extrema severidad a sus propios hombres, por su supuesta cobardía.
Fue el comandante de la frontera hasta 1872. Tras pasar muchos meses en Buenos Aires, convaleciente de una enfermedad, regresó a Villa Mercedes, donde integró el Concejo Municipal y permaneció hasta su fallecimiento, ocurrido en 1882.